# Horst Ochse
Horst Ochse (* 24. Oktober 1927 in Wuppertal; † 10. August 2014 in Berlin) war ein deutscher Romanist, Hispanist und Literaturwissenschaftler.

## Leben
Horst Ochse studierte von 1950 bis 1959 Romanistik und Germanistik an den Universitäten Marburg und Freiburg. Er wurde 1959 in Freiburg von Hugo Friedrich promoviert und war dort Wissenschaftlicher Assistent und Akademischer Rat. Von 1973 bis 1993 war er an der FU Berlin ordentlicher Professor. Er war in erster Ehe verheiratet mit der Fotografin Hildegard Ochse.

## Schriften (Auswahl)
- Studien zur Metaphorik Calderóns. Fink, München 1967. (Dissertation)
- "Lengua mexicana". Ein literaturwissenschaftlicher Beitrag zur Geschichte der Sprache in Mexiko (1985). In: Neue Romania 2,1985, S. 105–121.
- Kolumbus-Studien (I). In: Neue Romania 5, 1987, S. 87–104.